# Hof Hauenstein

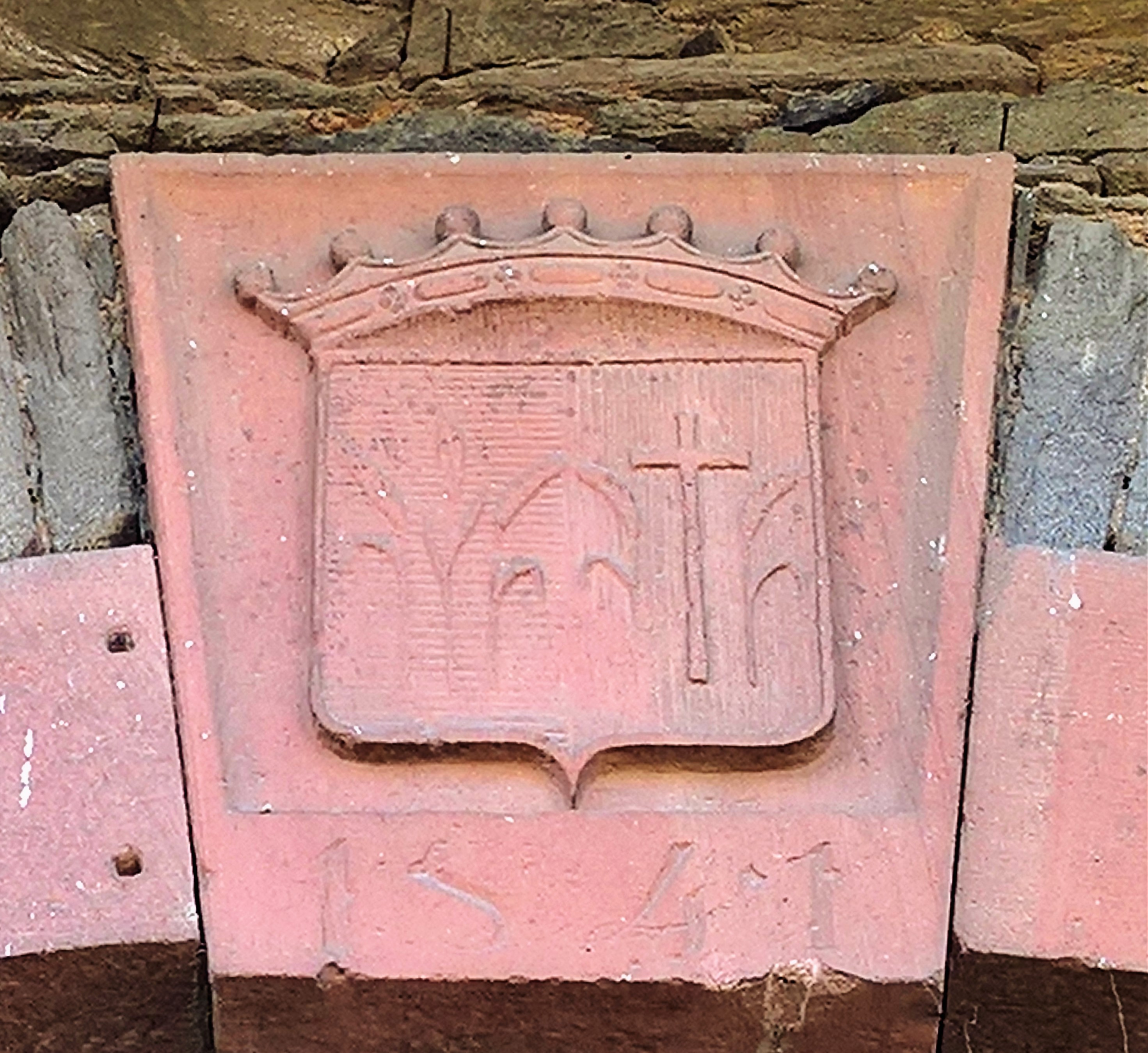
Wappenkartusche über dem Eingang zum Vierseitenhof mit Jahreszahl 1541

Der Hof Hauenstein ist ein Gemeindeteil der Gemeinde Krombach im unterfränkischen Landkreis Aschaffenburg in Bayern.

## Geographie
Die Einöde liegt im Kahlgrund zwischen dem Krombacher Gemeindeteil Oberschur und dem Markt Mömbris. Unweit des heutigen großen Hofes liegt die Burgruine Hauenstein. Am Hof führt der Degen-Weg vorbei.

## Name
Der Name Hauenstein verweist auf die in früheren Zeiten, in diesem Gebiet betriebenen Haubergswirtschaft. Es handelt sich hierbei um eine Art der Urwechselwirtschaften, bei der auf dem gleichen Stück Land in regelmäßigen Zeitabständen, Wald und Ackerbau wechselten.

## Geschichte
Im Jahre 1841 wurde der Hof – teilweise aus Steinen der Burgruine Hauenstein, unweit des heutigen Hofes Hauenstein –, von Baron Waitz v. Eschen, mit einer damaligen Betriebsfläche von ca. 340 ha, erbaut. Nach relativ kurzer Existenz wurden die riesigen Flächen des Gutshofes in kleine Parzellen geteilt und verkauft.
Die Hofanlage selbst wurde 1896 geteilt. Die derzeitige Eigentumsfläche pro Hofseite beträgt ca. 20 ha. Der Hof steht heute unter Denkmalschutz. In der Zeit des Zweiten Weltkrieges mussten leerstehende Gebäudeteile als Wehrertüchtigungslager und als Einweisemöglichkeit für Flüchtlinge dienen. Seinen landwirtschaftlichen Ursprung hat der Hof bis heute erhalten.
Der Hof liegt am Spessart-Kulturweg „Birkenhainer Straße – Im Krombacher Landgericht“ und ist (wie die Burg Hauenstein) in Tafel 7 beschrieben.